# Молодёжная суперсерия
Молодёжная суперсерия — ежегодная серия из шести хоккейных матчей между молодёжной сборной России и сборными каждой из трёх лиг Канадской хоккейной лиги (CHL). В ноябре российская команда посещает Канаду, проводя по два матча с лучшими игроками Главной юниорской хоккейной лиги Квебека (QMJHL), Хоккейной лиги Онтарио (OHL) и Западной хоккейной лиги (WHL).

## История
Турнир впервые состоялся в 2003 году. Первые 7 серий выиграли канадские команды. В 2004—2006 годах российская сборная проиграла 16 матчей подряд; в 2008—2009 — 10. Первую турнирную победу гости одержали в 2010 году, повторив успех через два года. В 2012 году сборная России впервые обыграла команду Хоккейной лиги Онтарио. В 2014 году, сборная России впервые одержала «сухую» победу, обыграв сборную ОХЛ со счётом 4:0. В 2020 и 2021 годах серия не проводилась из-за пандемии коронавируса. В 2022 году серия была отменена из-за вторжения России на Украину.

## 2003 Re/Max Canada-Russia Challenge
| Дата                                                | Место                      | Хозяева | Гости    |
| --------------------------------------------------- | -------------------------- | ------- | -------- |
| 17 ноября                                           | Лондон (Онтарио)           | OHL 7   | 1 Россия |
| 19 ноября                                           | Сарния (Онтарио)           | OHL 4   | 0 Россия |
| 20 ноября                                           | Галифакс (Новая Шотландия) | QMJHL 2 | 3 Россия |
| 24 ноября                                           | Римуски (Квебек)           | QMJHL 6 | 3 Россия |
| 26 ноября                                           | Калгари (Альберта)         | WHL 4   | 1 Россия |
| 27 ноября                                           | Брандон (Манитоба)         | WHL 7   | 1 Россия |
| Сборные CHL выиграли турнир 5-1 (разница шайб 30-9) |                            |         |          |

Россия: Константин Барулин, Рустам Сидиков; Дамир Бадютдинов, Антон Белов, Александр Егоров, Сергей Карпов, Иван Кольцов, Евгений Мошкарёв, Никита Никитин, Сергей Пайор, Александр Шинин; Руслан Абдрахманов, Владислав Евсеев, Антон Кадейкин, Александр Кожевников, Алексей Крутов, Константин Макаров, Вячеслав Муштаев, Александр Никулин, Вячеслав Папков, Артём Романов, Константин Романов, Виктор Соколов, Руслан Хасаншин. Тренер — Рафаил Ишматов.
OHL: Кевин Дрюс, Райан Манс; Пол Биссоннетт, Андре Бенуа, Крис Камполи, Кевин Кляйн, Дэвид Лиффитон, Пол Рейнджер, Джереми Суонсон; Тим Брент, Войтек Вольски, Адам Генрих, Патрик Джарретт, Бен Игер, Даниэль Карсилло, Джефф Картер, Биджей Кромбин, Кори Лок, Даниэль Пайе, Кори Перри, Майк Ричардс, Энтони Стюарт. Тренер — Джим Халтон.
QMJHL: Максим Деньо, Джефф Друэн-Делорье, Кори Кроуфорд; Брюно Жерве, Патрик Куломб, Дуг О’Брайен, Александр Пикар, Росарио Руджери, Натан Сондерс, Джеймс Сэнфорд; Джонатан Белльмар, Марк-Андре Бернье, Стив Бернье, Франсуа-Пьер Генетт, Стивен Диксон, Жан-Франсуа Жак, Сидни Кросби, Майкл Ламберт, Бенуа Монду, Александр Пикар, Дэни Руссен, Кори Уркхарт. Тренер — Марио Дюроше.
WHL: Кэм Уорд, Джош Хардинг; Шон Белл, Джош Горджес, Майк Грин, Брэйдон Коберн, Дерек Мич, Брент Сибрук, Дион Фанёф, Майк Эгенер; Кайл Бродзяк, Рэндалл Гелех, Райан Гецлаф, Найджел Доуз, Джереми Коллитон, Адам Куршен, Кларк Макартур, Ланс Монич, Тайлер Реденбах, Джереми Уильямс, Эрик Фер, Брэд Шелл. Тренер — Брент Саттер.

## 2004 ADT Canada-Russia Challenge
| Дата                                    | Место                | Хозяева | Гости        |
| --------------------------------------- | -------------------- | ------- | ------------ |
| 21 ноября                               | Квебек (Квебек)      | QMJHL 3 | 4 Россия (Б) |
| 22 ноября                               | Монреаль (Квебек)    | QMJHL 3 | 4 Россия (Б) |
| 25 ноября                               | Барри (Онтарио)      | OHL 3   | 1 Россия     |
| 28 ноября                               | Миссиссога (Онтарио) | OHL 5   | 2 Россия     |
| 1 декабря                               | Ред-Дир (Альберта)   | WHL 6   | 0 Россия     |
| 2 декабря                               | Летбридж (Альберта)  | WHL 5   | 2 Россия     |
| Сборные CHL выиграли турнир 4-2 (25-13) |                      |         |              |

Россия: Андрей Кузнецов, Антон Худобин; Рафаэль Батыршин, Александр Будкин, Иван Лекомцев, Кирилл Лямин, Дмитрий Мегалинский, Александр Михайлишин, Александр Николишин, Андрей Плеханов, Василий Сыса; Роман Волошенко, Владимир Жмаев, Александр Журун, Алексей Коптяев, Сергей Кочетков, Николай Кулёмин, Николай Лемтюгов, Александр Науров, Александр Плющев, Александр Радулов, Игорь Скороходов, Андрей Степанов, Сергей Широков, Михаил Юньков. Тренер — Сергей Герсонский.
QMJHL: Джонатан Бутен, Давид Трамбле; Жан-Мишель Болдюк, Люк Бурдон, Патрик Куломб, Джонатан Пайемент, Жан-Филипп Паке, Александр Пикар, Натан Сондерс; Марк-Андре Бернье, Стив Бернье, Максим Буаклер, Алекс Бурре, Давид Деарне, Стивен Диксон, Жан-Франсуа Жак, Фредерик Кабана, Сидни Кросби, Давид Лалиберте, Гийом Латендресс, Александр Пикар, Марк-Антуан Пульо, Дэни Руссен. Тренер — Бенуа Гру.
OHL: Райан Манс, Дэвид Шанц; Уилл Колберт, Кайл Куинси, Натан Макивер, Райан Парент, Дэнни Сивре, Джордан Смит, Марк Стаал; Коди Басс, Майк Бланден, Дэйв Болланд, Войтек Вольски, Джефф Картер, Биджей Кромбин, Брайан Литтл, Эван Макгрэт, Кори Перри, Бенуа Пульо, Майк Ричардс, Брэд Ричардсон, Энтони Стюарт, Дилан Хантер.
WHL: Режан Бошемен, Джефф Гласс, Кевин Настюк; Кэм Баркер, Шон Белл, Майк Грин, Брэйдон Коберн, Энди Роджерс, Логан Стивенсон, Брент Сибрук, Ши Уэбер, Дион Фанёф, Марк Фистрик, Джефф Шульц; Дастин Бойд, Трой Брувер, Жильбер Брюле, Крис Верстиг, Аарон Ганьон, Райан Гецлаф, Найджел Доуз, Чэд Классен, Джереми Коллитон, Эндрю Лэдд, Кларк Макартур, Стефан Мейер, Райан Стоун, Эрик Фер, Колин Фрейзер, Кайл Чипчура. Тренер — Брент Саттер.

## 2005 ADT Canada-Russia Challenge
| Дата                                    | Место                  | Хозяева | Гости    |
| --------------------------------------- | ---------------------- | ------- | -------- |
| 21 ноября                               | Драммондвилл (Квебек)  | QMJHL 7 | 4 Россия |
| 22 ноября                               | Монктон (Нью-Брансуик) | QMJHL 6 | 4 Россия |
| 24 ноября                               | Китченер (Онтарио)     | OHL 5   | 2 Россия |
| 28 ноября                               | Питерборо (Онтарио)    | OHL 5   | 1 Россия |
| 30 ноября                               | Саскатун (Саскачеван)  | WHL 9   | 2 Россия |
| 1 декабря                               | Реджайна (Саскачеван)  | WHL 3   | 1 Россия |
| Сборные CHL выиграли турнир 6-0 (35-14) |                        |         |          |

Россия: Семён Варламов, Иван Касутин, Антон Худобин; Иван Амахин, Виталий Аникеенко, Рафаэль Батыршин, Алексей Белоусов, Павел Валентенко, Сергей Дорофеев, Ринат Ибрагимов, Андрей Ланге, Вячеслав Селуянов; Артём Биккиняев, Игорь Величкин, Александр Горошанский, Максим Грачёв, Владимир Жмаев, Денис Кулик, Александр Майер, Игорь Макаров, Денис Машанов, Сергей Огородников, Александр Радулов, Сергей Сальников.
QMJHL: Пьер-Оливье Пеллетье, Жюльен Эллис; Себастьян Бисайон, Эндрю Боднарчук, Марк-Эдуард Власич, Марк-Андре Граньяни, Чэд Денни, Матьё Карле, Крис Летанг, Дрю Пари, Фредерик Сен-Дени; Дерик Брассар, Алекс Бурре, Стефан Гуле, Давид Деарне, Фредерик Кабана, Гийом Латендресс, Оливье Латендресс, Брэд Маршан, Брент Обен, Матьё Обен, Райан Хиллиер, Джеймс Шеппард. Тренер — Клеман Жодуэн.
OHL: Дэн Лакоста, Джастин Питерс; Джон де Грей, Джонатан Д’Аверса, Дерек Жослен, Скотт Леман, Патрик Макнил, Райан Парент, Марк Стаал, Кайл Уортон; Коди Басс, Майк Бланден, Дэйв Болланд, Войтек Вольски, Райан Гэрлок, Мэтт Д’Агостини, Стив Дауни, Майк Дюко, Тайлер Кеннеди, Ричард Клун, Брайан Литтл, Эван Макгрэт, Райан О’Марра, Том Пайетт, Бенуа Пульо, Дэн Райдер, Лиам Реддокс, Джордан Стаал, Кори Эммертон. Тренер — Крэйг Хартсбург.
WHL: Деван Дубник, Дерек Йоманс, Джастин Погги, Кэри Прайс; Кэм Баркер, Кайл Дек, Скотт Джексон, Дастин Кон, Логан Пайетт, Крис Расселл, Энди Роджерс, Логан Стивенсон, Марк Фистрик, Майкл Функ, Джефф Шульц; Дэйн Байерс, Дастин Бойд, Аарон Ганьон, Блэр Джонс, Ник Драженович, Колтон Йеллоу Хорн, Брэйди Калла, Джастин Келлер, Блейк Комо, Кенндал Макардл, Райан Расселл, Уэйси Рэббит, Девин Сетогучи, Эрик Хантер, Даррен Хелм, Кайл Чипчура. Тренер — Брент Саттер.

## 2006 ADT Canada-Russia Challenge
| Дата                                    | Место                          | Хозяева | Гости    |
| --------------------------------------- | ------------------------------ | ------- | -------- |
| 20 ноября                               | Руэн-Норанда (Квебек)          | QMJHL 6 | 2 Россия |
| 21 ноября                               | Валь-д'Ор (Квебек)             | QMJHL 4 | 3 Россия |
| 23 ноября                               | Сарния (Онтарио)               | OHL 5   | 0 Россия |
| 27 ноября                               | Ошава (Онтарио)                | OHL 4   | 3 Россия |
| 29 ноября                               | Чилливак (Британская Колумбия) | WHL 5   | 3 Россия |
| 30 ноября                               | Камлупс (Британская Колумбия)  | WHL 8   | 1 Россия |
| Сборные CHL выиграли турнир 6-0 (32-12) |                                |         |          |

Россия: Никита Беспалов, Илья Проскуряков; Иван Вишневский, Андрей Зубарев, Игорь Зубов, Андрей Ланге, Никита Михно, Денис Осипов, Станислав Романов, Кирилл Тулупов, Алексей Швалёв; Роман Башкиров, Руслан Башкиров, Сергей Зачупейко, Дмитрий Зюзин, Денис Казионов, Александр Калянин, Андрей Кирюхин, Егор Миловзоров, Виктор Тихонов, Александр Шибаев, Вадим Шипачёв.
QMJHL: Джонатан Бернье, Жан-Филипп Левассёр; Эндрю Боднарчук, Люк Бурдон, Марк-Андре Граньяни, Чэд Денни, Матьё Карле, Крис Летанг, Кевин Маршалл, Максим Норо, Ян Сове, Максим Уиме; Франсуа Бушар, Кевин Вейё, Клод Жиру, Марк-Андре Клише, Максим Лакруа, Брэд Маршан, Франсис Паре, Александр Пикар-Хупер, Матьё Перро, Янник Риндо, Оливье Фортье, Райан Хиллиер, Джеймс Шеппард, Анджело Эспозито. Тренер — Клеман Жодуэн.
OHL: Тревор Канн, Стив Мэйсон; Джон де Грей, Дрю Даути, Марк Катич, Патрик Макнил, Райан Парент, Тео Пекхэм, Марк Стаал, Райан Уилсон, Бен Шутрон; Джастин Азеведо, Джон Армстронг, Коди Басс, Сэм Ганье, Стив Дауни, Дастин Джеффри, Мэтт Кария, Кэл Клаттербак, Логан Кутюр, Брайан Литтл, Крис Лоуренс, Джейми Макгинн, Шон Мэттайас, Джеймс Нил, Райан О’Марра, Том Пайетт, Дэн Райдер, Харрисон Рид, Крис Стюарт, Джон Таварес, Бобби Хьюз, Кори Эммертон. Тренер — Крэйг Хартсбург.
WHL: Леланд Ирвинг, Кэри Прайс; Карл Алзнер, Скотт Джексон, Дастин Кон, Брендан Миккелсон, Крис Расселл, Тай Уишарт, Коди Франсон, Китон Эллерби, Тэйлор Эллингтон; Зак Бойчак, Коди Бурки, Ник Драженович, Броди Дюпон, Колтон Жиль, Эндрю Кларк, Кенндал Макардл, Бен Максвелл, Спенсер Махачек, Брок Никсон, Райан Расселл, Брэндон Саттер, Девин Сетогучи, Райан Уайт, Джей Ди Уотт, Даррен Хелм, Райли Хольцапфель, Зак Хэмилл. Тренер — Уилли Дежарден.

## 2007 ADT Canada-Russia Challenge
| Дата                                    | Место                          | Хозяева     | Гости    |
| --------------------------------------- | ------------------------------ | ----------- | -------- |
| 19 ноября                               | Шикутими (Квебек)              | QMJHL 4     | 6 Россия |
| 21 ноября                               | Гатино (Квебек)                | QMJHL 3 (Б) | 2 Россия |
| 22 ноября                               | Китченер (Онтарио)             | OHL 5       | 3 Россия |
| 26 ноября                               | Большой Садбери (Онтарио)      | OHL 4       | 2 Россия |
| 28 ноября                               | Крэнбрук (Британская Колумбия) | WHL 2       | 5 Россия |
| 29 ноября                               | Медисин-Хат (Альберта)         | WHL 4       | 1 Россия |
| Сборные CHL выиграли турнир 4-2 (21-19) |                                |             |          |

Россия: Сергей Гайдученко, Станислав Галимов; Алексей Гришин, Павел Доронин, Валерий Жуков, Марат Калимулин, Андрей Колесников, Евгений Курбатов, Николай Лукьянчиков, Яков Селезнёв; Александр Васюнов, Вадим Голубцов, Артём Гордеев, Алексей Достойнов, Виталий Карамнов, Антон Королёв, Никита Клюкин, Максим Мамин, Михаил Милёхин, Николай Охлобыстин, Александр Полухин, Александр Рябев, Дмитрий Саюстов, Вячеслав Солодухин, Марат Фахрутдинов. Тренер — Сергей Немчинов.
QMJHL: Джонатан Бернье, Рафаэль Д’Орсо, Никола Риопель; Марк Барберио, Эндрю Боднарчук, Матьё Болдюк, Алекс Грант, Стивен Делайл, Симон Депре, Кевин Маршалл, Себастьян Пише, Ян Сове; Жан-Симон Аллар, Франсуа Бушар, Кевин Вейё, Клод Жиру, Логан Макмиллан, Брэд Маршан, Матьё Перро, Майкл Стинциани, Келси Тессье, Райан Хиллиер, Жоэль Шампань, Стивен Энтони, Анджело Эспозито. Тренер — Клеман Жодуэн.
OHL: Тревор Канн, Стив Мэйсон; Джош Годфри, Джон де Грей, Майкл Д’Орацио, Дрю Даути, Майкл Дель Зотто, Мэтт Корренте, Тайлер Кума, Шон Лалонд, Алекс Пьетранджело, Пи-Кей Суббан; Джастин Азеведо, Мэтт Белески, Джош Бэйли, Дастин Джеффри, Лука Капути, Логан Кутюр, Брайан Кэмерон, Стефан Лежен, Джейми Макгинн, Бретт Маклин, Шон Маттиас, Дэйл Митчелл, Уэйн Симмондс, Ник Спэлинг, Стивен Стэмкос, Джон Таварес, Крис Терри, Мэтт Халищук, Кори Эммертон. Тренер — Крэйг Хартсбург.
WHL: Леланд Ирвинг, Тайсон Сексмит, Брэйден Холтби; Карл Алзнер, Джон Негрин, Логан Пайетт, Бен Райт, Ник Росс, Кольтен Тойберт, Тай Уишарт, Томас Хики, Люк Шенн, Китон Эллерби; Зак Бойчак, Бреннан Бош, Эндрю Бэйли, Колтон Жиль, Джастин Маккрей, Спенсер Махачек, Леви Нельсон, Мэтт Робертсон, Марк Санторелли, Брэндон Саттер, Дастин Сильвестр, Дана Тайрелл, Райан Уайт, Митч Фэдден, Бад Холлоуэй, Райли Хольцапфель, Зак Хэмилл, Джордан Эберле, Тайлер Эннис. Тренер — Кёртис Хант.

## 2008 ADT Canada-Russia Challenge
| Дата                                    | Место                      | Хозяева | Гости    |
| --------------------------------------- | -------------------------- | ------- | -------- |
| 17 ноября                               | Сидни (Новая Шотландия)    | QMJHL 5 | 3 Россия |
| 19 ноября                               | Сент-Джон (Нью-Брансуик)   | QMJHL 3 | 4 Россия |
| 20 ноября                               | Гуэлф (Онтарио)            | OHL 6   | 3 Россия |
| 24 ноября                               | Сент-Катаринс (Онтарио)    | OHL 3   | 2 Россия |
| 26 ноября                               | Свифт-Каррент (Саскачеван) | WHL 5   | 0 Россия |
| 27 ноября                               | Принс-Альберт (Саскачеван) | WHL 2   | 1 Россия |
| Сборные CHL выиграли турнир 5-1 (24-13) |                            |         |          |

Россия: Сергей Гайдученко, Александр Печурский; Игорь Головков, Андрей Конев, Дмитрий Куликов, Андрей Марыгин, Виталий Меньшиков, Александр Осипов, Александр Остроухов, Михаил Пашнин, Василий Токранов, Динар Хафизуллин; Евгений Грачёв, Евгений Дадонов, Егор Дубровский, Вадим Ермолаев, Дмитрий Кагарлицкий, Никита Клюкин, Александр Комаристый, Сергей Коростин, Дмитрий Кугрышев, Андрей Локтионов, Анатолий Никонцев, Сергей Плотников, Алексей Потапов, Михаил Фисенко, Павел Чернов, Юрий Шереметьев, Артём Ярчук. Тренер — Сергей Немчинов.
QMJHL: Джейк Аллен, Максим Клермон, Оливье Руа; Матьё Бродёр, Марк-Андре Бурдон, Брэндон Гормли, Алекс Грант, Симон Депре, Юбер Лабри, Кевин Маршалл, Шарль-Оливье Руссель, Марко Сканделла, Ян Сове; Люк Адам, Пол Байрон, Николя Дешам, Патрис Кормье, Дэйв Лабрек, Максим Макенауэр, Ник Макнил, Даник Пакетт, Николя Петерсен, Максим Сове, Келси Тессье, Майк Хоффман, Стивен Энтони, Анджело Эспозито. Тренер — Ги Буше.
OHL: Тайлер Бескорованы, Тревор Канн, Крис Карроцци, Майк Мёрфи; Ти Джей Броди, Кэмерон Гонс, Майкл Дель Зотто, Марк Катич, Ник Кроуфорд, Тайлер Кума, Марк Кундари, Шон Лалонд, Алекс Пьетранджело, Пи-Кей Суббан, Райан Эллис; Эндрю Агоццино, Джейми Арнил, Джош Бриттэйн, Стефан Делла Ровер, Мэтт Дюшен, Зак Кассиан, Логан Кутюр, Брайан Кэмерон, Джеймс Ливингстон, Дэйл Митчелл, Грег Немис, Энтони Нигро, Эрик О’Делл, Джон Таварес, Коди Ходжсон, Тэйлор Холл, Питер Холланд, Кейси Цизикас. Тренер — Дэйв Кэмерон.
WHL: Чет Пикар, Дастин Токарски; Кейт Аули, Эрик Дойл, Джаред Коуэн, Тайлер Майерс, Джон Негрин, Джаред Спёрджен, Кольтен Тойберт, Трэвис Хамоник, Томас Хики; Джейсон Баст, Джейми Бенн, Кайл Бич, Зак Бойчак, Жоэль Брода, Мэтт Калверт, Брэндон Козун, Дастин Кэмерон, Колтон Севьюр, Дастин Сильвестр, Бретт Сонне, Дана Тайрелл, Дерек Хулак, Брэйден Шенн, Джордан Эберле, Тайлер Эннис. Тренер — Уилли Дежарден.

## 2009 Subway Super Series
| Дата                                    | Место                          | Хозяева | Гости    |
| --------------------------------------- | ------------------------------ | ------- | -------- |
| 16 ноября                               | Драммондвилл (Квебек)          | QMJHL 3 | 1 Россия |
| 18 ноября                               | Шавиниган (Квебек)             | QMJHL 8 | 3 Россия |
| 19 ноября                               | Барри (Онтарио)                | OHL 5   | 2 Россия |
| 23 ноября                               | Уинсор (Онтарио)               | OHL 5   | 2 Россия |
| 25 ноября                               | Виктория (Британская Колумбия) | WHL 2   | 1 Россия |
| 26 ноября                               | Келоуна (Британская Колумбия)  | WHL 4   | 2 Россия |
| Сборные CHL выиграли турнир 6-0 (27-11) |                                |         |          |

Россия: Игорь Бобков, Александр Заливин, Рамис Садиков; Георгий Бердюков, Максим Горечишников, Евгений Ерёменко, Дмитрий Костромитин, Павел Лукин, Егор Мартынов, Сергей Пахмурин, Никита Пивцакин, Кирилл Юрьев; Андрей Анкудинов, Антон Бурдасов, Александр Бурмистров, Денис Голубев, Даниил Губарев, Георгий Гурьянов, Максим Карпов, Максим Кицын, Дмитрий Кугрышев, Сергей Остапчук, Кирилл Петров, Станислав Соловьёв, Иван Телегин, Михаил Фисенко, Сергей Чванов. Тренер — Владимир Плющев.
QMJHL: Джейк Аллен, Луи Доминго, Максим Клермон, Оливье Руа; Марк Барберио, Брэндон Гормли, Николя Делорье, Симон Депре, Юбер Лабри, Шарль-Оливье Руссель, Давид Савар, Ян Сове; Люк Адам, Габриэль Бурк, Микаэль Бурниваль, Марк-Оливье Вашон, Николя Дешам, Габриэль Дюмон, Джордан Карон, Майкл Киркпатрик, Патрис Кормье, Филипп Корне, Шон Кутюрье, Джейкоб Лагасе, Филипп Паради, Максим Сове, Келси Тессье. Тренер — Андре Туриньи.
OHL: Питер Ди Сальво, Майкл Хатчинсон, Мэтт Хэкетт; Ти Джей Броди, Кэмерон Гонс, Эрик Гудбрансон, Кельвин де Хаан, Мэт Кларк, Ник Кроуфорд, Тайлер Кума, Марк Кундари, Шон Лалонд, Райан О’Коннор, Стивен Сайлас, Райан Эллис; Джейсон Аксон, Тэйлор Бек, Джош Бриттэйн, Итан Верек, Стефан Делла Ровер, Назем Кадри, Зак Кассиан, Джон Макфарланд, Грег Немис, Эрик О’Делл, Зак Риналдо, Тайлер Сегин, Джефф Скиннер, Кристиан Томас, Тайлер Тоффоли, Адам Хенрик, Тэйлор Холл, Питер Холланд, Стивен Шипли. Тренер — Дэйв Кэмерон.
WHL: Мартин Джонс, Кэлвин Пикар, Кент Симпсон; Тайсон Бэрри, Джаред Коуэн, Брэйден Макнэбб, Марк Пайсик, Бретт Понич, Колби Робак, Майкл Стоун, Кольтен Тойберт, Трэвис Хамоник, Стефан Эллиотт; Лэнс Бума, Линден Вей, Скотт Гленни, Джастин Даулинг, Коди Икин, Крэйг Каннингем, Брэндон Козун, Бретт Коннолли, Левко Копер, Вилли Кутзее, Брэндон Макмиллан, Брент Редеке, Байрон Фрёзе, Куинтон Хоудэн, Кёртис Хэмилтон, Уэйси Хэмилтон, Брэйден Шенн, Брендан Шиннимин, Тайлер Шэтток, Джордан Эберле, Картер Эштон. Тренер — Уилли Дежарден.

## 2010 Subway Super Series
| 8 ноября 2010                              | Сент-Джон (Нью-Брансуик)           | QMJHL 4   | 5 Россия     |
| 10 ноября 2010                             | Драммондвилл (Квебек)              | QMJHL 3   | 4 Россия     |
| 11 ноября 2010                             | Лондон (Онтарио)                   | OHL 4     | 0 Россия     |
| 15 ноября 2010                             | Большой Садбери (Онтарио)          | OHL 2 (Б) | 1 Россия     |
| 17 ноября 2010                             | Камлупс (Британская Колумбия)      | WHL 6     | 7 Россия (Б) |
| 18 ноября 2010                             | Принс-Джордж (Британская Колумбия) | WHL 2     | 5 Россия     |
| Сборная России выиграла турнир 4-2 (22-21) |                                    |           |              |

Россия: Игорь Бобков, Эмиль Гарипов, Дмитрий Шикин; Захар Арзамасцев, Георгий Бердюков, Максим Березин, Михаил Григорьев, Максим Игнатович, Андрей Педан, Никита Пивцакин, Андрей Сергеев, Артём Сергеев, Юрий Урычев; Станислав Бочаров, Антон Бурдасов, Артём Воронин, Станислав Галиев, Денис Голубев, Никита Двуреченский, Павел Здунов, Сергей Калинин, Максим Кицын, Алексей Кручинин, Владимир Малиновский, Владислав Наместников, Артемий Панарин, Даниил Собченко, Иван Телегин, Наиль Якупов. Тренер — Валерий Брагин.
QMJHL: Жан-Франсуа Берюбе, Луи Доминго, Максим Клермон, Оливье Руа; Натан Больё, Брэндон Гормли, Николя Делорье, Эрик Желина, Райан Кавана, Жан-Филипп Матьё, Шарль-Оливье Руссель, Ксавье Улле; Гийом Асселен, Джонатан Брюнель, Микаэль Бурниваль, Филлип Дано, Шон Кутюрье, Луи Леблан, Джонатан Лессар, Филипп Лефевр, Луи-Марк Обри, Филипп Паради, Тревор Паркс, Алекс Солнье, Зак Филлипс, Брендан Хайнс, Джонатан Юбердо. Тренер — Андре Туриньи.
OHL: Джейпи Андерсон, Марк Висентин, Скотт Стэйсер, Скотт Уэджвуд; Джесси Блэкер, Брок Букебум, Эрик Гудбрансон, Кэлвин де Хаан, Тэйлор Догерти, Райан Мёрфи, Скотт Харрингтон, Дуги Хэмилтон, Райан Эллис; Тэйлор Бек, Итан Верек, Бун Дженнер, Сэм Каррик, Зак Кассиан, Майкл Латта, Лукас Лессио, Майкл Макдональд, Грег Маккегг, Райан Мартиндейл, Мэтт Пюмпел, Деванте Смит-Пелли, Райан Спунер, Райан Строум, Кристиан Томас, Тайлер Тоффоли, Гарретт Уилсон, Маркус Фолиньо, Джой Хишон, Питер Холланд, Джордан Шварц, Джастин Шугг, Кейси Цизикас. Тренер — Дэйв Кэмерон.
WHL: Кэлвин Пикар, Кент Симпсон; Тайсон Бэрри, Джаред Коуэн, Остин Мадайски, Мэтт Маккензи, Брэйден Макнэбб, Райан Мюррей, Нил Мэннинг, Марк Пайсик, Алекс Петрович, Бретт Понич, Стефан Эллиотт; Джимми Бубник, Линден Вей, Брендан Галлахер, Скотт Гленни, Дэриан Дзюжинский, Коди Икин, Чарльз Инглис, Бретт Коннолли, Райан Нюджент-Хопкинс, Брэд Росс, Брендан Рэнфорд, Тай Рэтти, Джордан Уил, Байрон Фрёзе, Райан Хаус, Брэндон Херрод, Куинтон Хоудэн, Кёртис Хэмилтон, Брендан Шиннимин, Чейз Шэйбер, Картер Эштон. Тренер — Райан Хуска.

## 2011 Subway Super Series
| 7 ноября 2011                                     | Викториавилл (Квебек)  | QMJHL 0 | 2 Россия     |
| 9 ноября 2011                                     | Квебек (Квебек)        | QMJHL 4 | 5 Россия (Б) |
| 10 ноября 2011                                    | Оттава (Онтарио)       | OHL 10  | 7 Россия     |
| 14 ноября 2011                                    | Су-Сент-Мари (Онтарио) | OHL 6   | 3 Россия     |
| 16 ноября 2011                                    | Реджайна (Саскачеван)  | WHL 5   | 2 Россия     |
| 17 ноября 2011                                    | Мус-Джо (Саскачеван)   | WHL 5   | 7 Россия     |
| Сборные CHL выиграли турнир по очкам 10-8 (30-26) |                        |         |              |

Россия: Сергей Костенко, Андрей Макаров, Павел Сучков; Виктор Антипин, Ефим Гуркин, Григорий Желдаков, Ильдар Исангулов, Артём Караваев, Михаил Науменков, Никита Нестеров, Андрей Педан, Роман Рукавишников, Артём Сергеев; Даниил Апальков, Эмиль Галимов, Михаил Григоренко, Никита Гусев, Антон Злобин, Владислав Картаев, Валерий Князев, Павел Куликов, Никита Кучеров, Павел Медведев, Владислав Наместников, Богдан Потехин, Кирилл Рассказов, Иван Телегин, Александр Хохлачёв, Булат Шавалеев, Максим Шалунов, Наиль Якупов. Тренер — Валерий Брагин.
QMJHL: Луи Доминго, Максим Лагасе; Натан Больё, Марк-Оливье Бруйяр, Брэндон Гормли, Пьер Дюрепо, Сэмюэл Каррье, Жером Ледюк, Мартен Лефевр, Ксавье Улле, Морган Эллис; Мэттью Биссоннетт, Филлип Дано, Янник Дюбе, Энтони Дюклер, Карл Желина, Натан Маккиннон, Зак О’Брайен, Жан-Габриэль Пажо, Зак Филлипс, Брендан Хайнс, Филипп Хэлли, Шарль Юдон. Тренер — Яник Жан.
OHL: Джейпи Андерсон, Марк Висентин, Эндрю Д’Агостини, Скотт Уэджвуд; Слэйтер Куккук, Натан Кьярлитти, Джейми Олексяк, Стюарт Перси, Мэтт Петгрейв, Стивен Сайлас, Коди Сеси, Райан Спрул, Скотт Харрингтон, Дуги Хэмилтон; Райли Брас, Тайлер Граовац, Сет Гриффит, Бун Дженнер, Ник Казинс, Сэм Каррик, Даниэль Катеначчи, Лукас Лессио, Грег Маккегг, Таннер Пирсон, Мэтт Пюмпел, Бретт Ритчи, Майкл Сгарбосса, Райан Спунер, Райан Строум, Кристиан Томас, Тайлер Тоффоли, Митчелл Хёрд, Фредди Хэмилтон, Марк Шайфеле. Тренер — Джордж Бёрнетт.
WHL: Тайлер Банц, Кэлвин Пикар; Мэтт Дамба, Колтон Джобке, Бренден Кичтон, Дилан Макилрот, Джо Морроу, Алекс Петрович, Райан Пулок, Данкан Сименс, Джордан Франсу, Жоэль Эдмундсон, Закари Юань; Бретт Балмер, Коди Бич, Брендан Галлахер, Адам Камбейц, Адам Лоури, Марк Макнил, Джош Николлс, Макс Райнхарт, Брэд Росс, Тай Рэтти, Кевин Сандер, Майкл Сен-Круа, Колтон Сиссонс, Колин Смит, Марк Стоун, Джордан Уил, Джастин Фезер, Майкл Ферланд, Зак Франко, Патрик Холланд, Куинтон Хоудэн. Тренер — Дон Хей.

## 2012 Subway Super Series
| 5 ноября 2012                                        | Боисбрианд (Квебек)            | QMJHL 2   | 6 Россия |
| 7 ноября 2012                                        | Валь-д'Ор (Квебек)             | QMJHL 5   | 2 Россия |
| 8 ноября 2012                                        | Гуэлф (Онтарио)                | OHL 1     | 2 Россия |
| 12 ноября 2012                                       | Сарния (Онтарио)               | OHL 2     | 1 Россия |
| 14 ноября 2012                                       | Ванкувер (Британская Колумбия) | WHL 1 (Б) | 0 Россия |
| 15 ноября 2012                                       | Виктория (Британская Колумбия) | WHL 2     | 5 Россия |
| Сборная России выиграла турнир по очкам 10-8 (16-13) |                                |           |          |

Россия: Андрей Василевский, Андрей Макаров, Игорь Устинский; Алексей Василевский, Александр Дельнов, Кирилл Дьяков, Ярослав Дыбленко, Дамир Жафяров, Никита Задоров, Павел Коледов, Илья Любушкин, Андрей Миронов, Михаил Науменков, Никита Нестеров, Артём Сергеев, Альберт Яруллин; Михаил Григоренко, Даниил Жарков, Антон Злобин, Валентин Зыков, Кирилл Капустин, Ярослав Косов, Евгений Мозер, Валерий Ничушкин, Андрей Сигарёв, Владимир Ткачёв, Александр Хохлачёв, Максим Шалунов, Антон Шенфельд, Богдан Якимов, Наиль Якупов. Тренер — Михаил Варнаков.
QMJHL: Франсуа Брассар, Этьен Марку, Закари Фукале; Николя Бруйяр, Райан Калкин, Джеймс Мелинди, Мэтт Мёрфи, Джимми Олиньи, Джонатан Расин, Ксавье Улле, Диллон Фурнье; Франсис Бовилье, Филлип Дано, Жан-Себастьян Ди, Джонатан Друэн, Уильям Кэрриер, Кристофер Клаппертон, Натан Маккиннон, Энтони Манта, Седрик Пакетт, Райан Тесинк, Сэмюэл Хенли, Брент Эндрюс, Джонатан Юбердо, Шарль Юдон. Тренер — Андре Туриньи.
OHL: Джордан Биннингтон, Джейк Патерсон, Малкольм Суббан; Дилан Демело, Слэйтер Куккук, Райан Мёрфи, Адам Пелеч, Стюарт Перси, Коди Сеси, Мэтт Финн, Скотт Харрингтон, Дуги Хэмилтон; Тайлер Граовац, Сет Гриффит, Баркли Гудроу, Бун Дженнер, Макс Доми, Энтони Камара, Даниэль Катеначчи, Джош Ливо, Скотт Лоутон, Коннор Макдэвид, Зак Митчелл, Шон Монахэн, Мэтт Пюмпел, Керби Райхел, Бретт Ритчи, Райан Строум, Кристиан Томас, Том Уилсон, Зак Холл, Марк Шайфеле. Тренер — Стив Спотт.
WHL: Лоран Броссуа, Эрик Комри; Мэтт Дамба, Киган Лоу, Райан Мюррей, Райан Пулок, Деррик Пульо, Морган Райлли, Гриффин Райнхарт, Данкан Сименс, Тайлер Уотерспун; Грэм Блэк, Брэди Брассар, Кёртис Лазар, Джейси Липон, Адам Лоури, Марк Макнил, Сэм Райнхарт, Тай Рэтти, Майкл Сен-Круа, Колтон Сиссонс, Колин Смит, Сэм Фиоретти, Стивен Ходжес, Митч Холмберг, Хантер Шинкарук, Трэвис Эванюк. Тренер — Дон Нахбаур.

## 2013 Subway Super Series
| 18 ноября 2013                                    | Гатино (Квебек)           | QMJHL 3 | 2 Россия     |
| 20 ноября 2013                                    | Шербрук (Квебек)          | QMJHL 4 | 3 Россия     |
| 21 ноября 2013                                    | Ошава (Онтарио)           | OHL 2   | 5 Россия     |
| 25 ноября 2013                                    | Большой Садбери (Онтарио) | OHL 2   | 3 Россия (Б) |
| 27 ноября 2013                                    | Ред-Дир (Альберта)        | WHL 2   | 3 Россия     |
| 28 ноября 2013                                    | Летбридж (Альберта)       | WHL 4   | 2 Россия     |
| Сборные CHL выиграли турнир по очкам 10-8 (17-18) |                           |         |              |

Россия: Иван Налимов, Игорь Шестёркин; Виктор Балдаев, Алексей Береглазов, Ринат Валиев, Кирилл Воробьёв, Владислав Гавриков, Александр Дельнов, Никита Задоров, Павел Коледов, Кирилл Маслов, Александр Микулович, Рушан Рафиков, Марк Скутар, Михаил Тихонов; Александр Барабанов, Иван Барбашёв, Алексей Басков, Георгий Бусаров, Владимир Бутузов, Кирилл Воронин, Владислав Гавриков, Эдуард Гиматов, Николай Голдобин, Денис Горбунов, Валентин Зыков, Сергей Купцов, Иван Петраков, Игорь Руденков, Николай Складниченко, Владимир Ткачёв, Сергей Толчинский, Ильдар Шиксатдаров, Никита Щербак. Тренер — Михаил Варнаков.
QMJHL: Себастьян Оже, Закари Фукале; Джастин Аше, Николя Бруйяр, Алексис Ванье, Райан Грейвс, Сэмюэл Морин, Маккензи Уигар, Дэниел Уолкотт, Диллон Фурнье; Фредерик Готье, Джереми Грегуар, Энтони Делука, Лоран Дофин, Джонатан Друэн, Энтони Дюклер, Феликс Жирар, Кристофер Клаппертон, Уильям Кэрриер, Энтони Манта, Даниэль Одетт, Эмиль Пуарье, Марк-Оливье Руа, Шарль Юдон. Тренер — Бенуа Гру.
OHL: Даниэль Альтшуллер, Мэтт Мюррей, Джейк Патерсон; Крис Биграс, Джош Браун, Тревор Каррик, Слэйтер Куккук, Дарнелл Нёрс, Адам Пелеч, Мэтт Финн, Аарон Экблад; Джош Андерсон, Николя Батист, Сэм Беннетт, Коннор Браун, Картер Верхаге, Брендан Гонс, Макс Доми, Майкл Дэл Колл, Мэтью Кампанья, Скотт Космачук, Скотт Лоутон, Брок Макгинн, Коннор Макдэвид, Зак Настасюк, Керби Райхел, Райан Руперт, Крис Тирни, Бо Хорват. Тренер — Диджей Смит.
WHL: Тристан Жарри, Эрик Комри; Мэдисон Бауи, Джейк Виртанен, Джош Моррисси, Райан Пулок, Деррик Пульо, Гриффин Райнхарт, Дэймон Северсон, Диллон Хезерингтон; Коннер Бликли, Трой Бурк, Жедон Дешено, Колби Кейв, Морган Климчук, Кёртис Лазар, Тэйлор Лейер, Брендан Лейпсик, Митчелл Мороз, Ник Петан, Сэм Райнхарт, Чендлер Стивенсон, Джуджхар Хайра, Грег Чейз, Хантер Шинкарук. Тренер — Брент Саттер.

## 2014 Subway Super Series
| 10 ноября 2014                             | Саскатун (Саскачеван)  | WHL 2   | 3 Россия (Б) |
| 11 ноября 2014                             | Брандон (Манитоба)     | WHL 2   | 3 Россия     |
| 13 ноября 2014                             | Питерборо (Онтарио)    | OHL 0   | 4 Россия     |
| 17 ноября 2014                             | Кингстон (Онтарио)     | OHL 5   | 1 Россия     |
| 18 ноября 2014                             | Батерст (Нью-Брансуик) | QMJHL 3 | 1 Россия     |
| 20 ноября 2014                             | Римуски (Квебек)       | QMJHL 2 | 3 Россия     |
| Сборная России выиграла турнир 4-2 (15-14) |                        |         |              |

Россия: Денис Костин, Игорь Шестёркин; Александр Брынцев, Ринат Валиев, Иван Верещагин, Владислав Гавриков, Зият Пайгин, Юрий Паутов, Иван Проворов, Рушан Рафиков, Михаил Тихонов, Дамир Шарипзянов; Андрей Алексеев, Иван Барбашёв, Владимир Брюквин, Даниил Вовченко, Георгий Городецкий, Александр Дергачёв, Илья Коренев, Егор Коршков, Павел Красковский, Максим Лазарев, Вячеслав Лещенко, Максим Мамин, Иван Николишин, Константин Окулов, Евгений Свечников, Сергей Толчинский, Иван Фищенко, Никита Шатский, Никита Щербак, Дмитрий Юдин. Тренер — Валерий Брагин.
WHL: Тристан Жарри, Эрик Комри; Мэдисон Бауи, Джош Моррисси, Трэвис Санхайм, Ши Теодор, Хэйдн Флёри, Диллон Хезерингтон, Джо Хиккеттс; Тайсон Бейли, Коннер Бликли, Джейк Виртанен, Джейс Гаврилюк, Жедон Дешено, Джон Кенневилль, Морган Климчук, Ник Петан, Брейден Пойнт, Сэм Райнхарт, Коул Улли, Грег Чейз. Тренер — Дэйв Лоури.
OHL: Маккензи Блэквуд, Спенсер Мартин, Кен Эпплби; Крис Биграс, Митч Ванде Сомпел, Кайл Вуд, Роланд Маккеоун, Дарнелл Нёрс, Мэтт Спенсер, Джордан Суббан, Бен Харпур; Николя Батист, Тайлер Бертуцци, Картер Верхаге, Хантер Гарлент, Джейсон Дикинсон, Макс Доми, Майкл Дэл Колл, Коул Касселс, Трэвис Конечны, Лоусон Краус, Брендан Лемье, Джаред Макканн, Митчелл Марнер, Зак Настасюк, Ник Пол, Ник Ритчи, Дилан Строум, Спенсер Уотсон, Робби Фаббри, Джош Хо-Сэнг, Реми Эли. Тренер — Скотт Уолкер.
QMJHL: Филипп Дерозье, Закари Фукале; Гийом Брисбуа, Николя Бруйяр, Райан Грейвс, Александр Каррье, Дилан Лаббе, Оливье Леблан, Николя Мелош, Джейкоб Суини; Александр Ален, Энтони Бовилье, Фредерик Готье, Энтони Делука, Лоран Дофин, Ян-Павел Лаплант, Николя Обе-Кюбель, Даниэль Одетт, Жюльен Пеллетье, Франсис Перрон, Джоуи Ратель, Александр Рейнджер, Энтони Ришар, Николя Руа. Тренер — Бенуа Гру.

## 2015 CHL Canada / Russia Series
| 9 ноября 2015                           | Келоуна (Британская Колумбия) | WHL 7   | 3 Россия |
| 10 ноября 2015                          | Камлупс (Британская Колумбия) | WHL 4   | 2 Россия |
| 12 ноября 2015                          | Оуэн-Саунд (Онтарио)          | OHL 3   | 0 Россия |
| 16 ноября 2015                          | Уинсор (Онтарио)              | OHL 2   | 1 Россия |
| 17 ноября 2015                          | Руэн-Норанда (Квебек)         | QMJHL 2 | 3 Россия |
| 19 ноября 2015                          | Галифакс (Новая Шотландия)    | QMJHL 6 | 4 Россия |
| Сборные CHL выиграли турнир 5-1 (24-13) |                               |         |          |

## 2016 CIBC Canada / Russia Series
| 7 ноября 2016                           | Принс-Джордж (Британская Колумбия) | WHL 2   | 3 Россия (ОТ) |
| 8 ноября 2016                           | Эдмонтон (Альберта)                | WHL 4   | 1 Россия      |
| 10 ноября 2016                          | Норт-Бей (Онтарио)                 | OHL 3   | 4 Россия      |
| 14 ноября 2016                          | Гамильтон (Онтарио)                | OHL 5   | 2 Россия      |
| 15 ноября 2016                          | Бе-Комо (Квебек)                   | QMJHL 4 | 0 Россия      |
| 17 ноября 2016                          | Шикутими (Квебек)                  | QMJHL 4 | 1 Россия      |
| Сборные CHL выиграли турнир 4-2 (22-11) |                                    |         |               |

## 2017 CIBC Canada / Russia Series
| 6 ноября 2017                                     | Мус-Джо (Саскачеван)               | WHL 7   | 0 Россия |
| 7 ноября 2017                                     | Суифт-Каррент (Саскачеван)         | WHL 3   | 4 Россия |
| 9 ноября 2017                                     | Оуэн-Саунд (Онтарио)               | OHL 2   | 5 Россия |
| 13 ноября 2017                                    | Грейтер-Садбери (Онтарио)          | OHL 4   | 2 Россия |
| 14 ноября 2017                                    | Шарлоттаун (Остров Принца Эдуарда) | QMJHL 3 | 1 Россия |
| 16 ноября 2017                                    | Монктон (Нью-Брансуик)             | QMJHL 1 | 2 Россия |
| Сборные CHL выиграли турнир по очкам 10-9 (20-14) |                                    |         |          |

Россия:
- вратари — Алексей Мельничук («СКА-Нева»), Владислав Сухачев («Челмет»), Михаил Бердин («Сиу Фоллс», USHL);
- защитники — Дмитрий Алексеев («Челмет»), Николай Богатов («Ирбис»), Анатолий Елизаров («Толпар»), Егор Зайцев («Динамо» М), Никита Макеев (ЦСКА), Артем Мальцев («Сочи»), Александр Калинин («Амур»), Николай Кныжов («СКА-Серебряные Львы»), Даниил Курашов («Адмирал»), Александр Шепелев («Белые Медведи»), Александр Алексеев («Ред Дир», WHL), Артем Минулин («Свифт Каррент», WHL) и Дмитрий Саморуков («Гельф», OHL);
- нападающие — Андрей Алтыбармакян («СКА-Нева»), Данил Веряев («Торпедо» НН), Георгий Иванов, Иван Романов, Кирилл Слепец (все — «Локо»), Владислав Кара («Ирбис»), Павел Кукштель («СКА-1946»), Михаил Мальцев (СКА), Артем Манукян («Авангард»), Данила Моисеев («Русские Витязи»), Алексей Полодян («СКА-Серебряные Львы»), Максим Рассейкин («Автомобилист»), Дамир Рахимуллин («Лада»), Максим Цыплаков («Спартак»), Марсель Шолохов («Белые Медведи»), Виталий Абрамов («Гатино», QMJHL), Павел Колтыгин («Драммондвилль», QMJHL), Алексей Липанов («Бэрри Колтс», OHL), Герман Рубцов («Шикутими», QMJHL), Дмитрий Соколов («Садбэри», OHL).

Тренер — Валерий Брагин.

## 2018 CIBC Canada / Russia Series
| 5 ноября 2018                             | Камлупс (Британская Колумбия)  | WHL 2   | 1 Россия      |
| 6 ноября 2018                             | Ванкувер (Британская Колумбия) | WHL 1   | 3 Россия      |
| 8 ноября 2018                             | Сарния (Онтарио)               | OHL 3   | 1 Россия      |
| 12 ноября 2018                            | Ошава (Онтарио)                | OHL 0   | 4 Россия      |
| 13 ноября 2018                            | Шербрук (Квебек)               | QMJHL 1 | 5 Россия      |
| 15 ноября 2018                            | Драммондвилл (Квебек)          | QMJHL 2 | 3 Россия (OT) |
| Сборная России выиграла турнир 4-2 (17-9) |                                |         |               |

Россия:
- вратари — Пётр Кочетков (ХК «Рязань»), Даниил Тарасов («Торос»), Кирилл Устименко («Динамо» Спб), Иван Просветов («Сагино», OHL);
- защитники — Вениамин Баранов («Динамо» Спб), Артём Волков (МХК «Спартак»), Евгений Калабушкин («СКА-Нева»), Даниил Журавлев («Барс»), Александр Ляхов, Марк Рубинчик (оба — «Торос»), Савелий Ольшанский («Зауралье»), Александр Романов (ЦСКА), Александр Алексеев («Ред Дир», WHL), Дмитрий Саморуков («Гельф», OHL);
- нападающие — Кирилл Слепец («Локо»), Артём Галимов, Максим Марушев (оба — «Барс»), Евгений Каницкий («Металлург» Нк), Артём Николаев, Владислав Цицюра (оба — «СКА-Нева»), Иван Муранов (МХК «Динамо»), Степан Старков (ХК «Сочи»), Булат Шафигуллин («Нефтехимик»), Никита Шашков («Сибирь»), Павел Шэн («Салават Юлаев»), Александр Яремчук («Авангард»), Дмитрий Завгородний («Римуски», QMJHL), Павел Колтыгин («Драммондвиль», QMJHL), Алексей Липанов («Китченер», OHL), Кирилл Максимов («Ниагара», OHL), Алексей Торопченко («Гельф», OHL), Александр Хованов («Монктон», QMJHL), Иван Чехович («Бе-Коме», QMJHL).

Тренер — Валерий Брагин.

## 2019 CIBC Canada / Russia Series
| 4 ноября 2019                                     | Сент-Джон (Нью-Брансуик)   | QMJHL 3      | 4 Россия     |
| 5 ноября 2019                                     | Монктон (Нью-Брансуик)     | QMJHL 4 (ОТ) | 3 Россия     |
| 7 ноября 2019                                     | Китченер (Онтарио)         | OHL 4        | 1 Россия     |
| 11 ноября 2019                                    | Лондон (Онтарио)           | OHL 2        | 3 Россия (Б) |
| 13 ноября 2019                                    | Саскатун (Саскачеван)      | WHL 2 (ОТ)   | 1 Россия     |
| 14 ноября 2019                                    | Принс-Альберт (Саскачеван) | WHL 3        | 4 Россия (Б) |
| Сборные CHL выиграли турнир по очкам 10-9 (18-16) |                            |              |              |

Россия:
Вратари: Данил Исаев («Локомотив», Ярославль), Амир Мифтахов («Барс», Казань), Глеб Носов («Зауралье», Курган);
Защитники: Глеб Бабинцев («Зауралье», Курган), Даниил Валитов («Автомобилист», Екатеринбург), Михаил Гордеев («Сочи»), Никита Зоркин («СКА-Нева», СПб), Антон Малышев («Буран», Воронеж), Степан Островский («Адмирал», Владивосток), Даниил Пыленков («Витязь», Подольск), Сергей Телегин (Югра, Ханты-Мансийск), Егор Замула («Калгари Хитмен», WHL), Никита Охотюк («Оттава 67», OHL);
Нападающие: Родион Амиров («Салават Юлаев», Уфа), Максим Грошев («Нефтехимик», Нижнекамск), Иван Морозов, Василий Подколзин, Данил Савунов (все — «СКА-Нева», СПб), Лев Комиссаров, Никита Ртищев (оба — ЦСКА, Москва), Илья Круглов, Владислав Михайлов (оба — «Динамо», Москва), Павел Ротенберг («Динамо», СПб), Егор Степанов («Челмет», Челябинск), Максим Соркин («Звезда», Москва), Захар Шабловский («Спартак», Москва), Егор Афанасьев («Виндзор Спитфайр», OHL), Никита Александров («Шарлоттаун Айлендерс», QMJHL), Дмитрий Завгородний («Римуски Осеаник», QMJHL), Руслан Исхаков (Университет Коннектикута, NCAA), Егор Соколов («Кейп Бретон Иглз», QMJHL), Александр Хованов («Монктон Уайлдкэтс», QMJHL).
Тренер — Валерий Брагин.

## Статистика
| Команды        | В  | ВО | П  | ПО | ШЗ  | ШП  |
| -------------- | -- | -- | -- | -- | --- | --- |
| Сборная России | 26 | 10 | 61 | 5  | 259 | 382 |
| Сборные CHL    | 61 | 5  | 26 | 10 | 382 | 259 |
| в том числе:   |    |    |    |    |     |     |
| Сборная OHL    | 25 | 1  | 6  | 2  | 128 | 74  |
| Сборная WHL    | 20 | 2  | 8  | 4  | 131 | 80  |
| Сборная QMJHL  | 16 | 2  | 12 | 4  | 123 | 105 |